# 3119-es mellékút (Magyarország)
A 3119-es számú mellékút egy négy számjegyű mellékút Pest vármegye délkeleti részén.

## Nyomvonala
Tápiószele külterületén ágazik ki a 311-es főútból, annak 17+600-as kilométerszelvénye közelében, délkelet felé. 1,5 kilométer után találkozik Tápiószőlős határával, innentől majdnem egy kilométeren át a két település határvonalán húzódik. A 2+400-as kilométerszelvénynél eléri az előbbi két település és Újszilvás hármashatárát, onnantól még 400 méteren szintén határvonalon húzódik, csak 2,8 kilométer után lép át teljesen újszilvási területre.
Ötödik kilométerénél éri el a település lakott területének legészakabbi házait, onnantól a belterület északi szélén húzódik. 5+400-as kilométerszelvényénél egy körforgalmú csomópontja van, onnan indul ki északkelet felé a 3121-es út, aminek egyenes folytatása az ellenkező irányban az újszilvási Alkotmány utca, önkormányzati útként.
9,7 kilométer után lép át az út Abony területére. A 13+500-as kilométerszelvénye előtt keresztezi az M4-es utat, amely itt a 83. kilométerénél jár, majd 15,5 kilométer után éri el Abony első házait, ahonnan a Szelei út nevet viseli. A 4-es főútba torkollva ér véget, majdnem a 87-es kilométernél.
Teljes hossza, az országos közutak térképes nyilvántartását szolgáló kira.gov.hu adatbázisa szerint 17,152 kilométer.

## Települések az út mentén
- Tápiószele
- (Tápiószőlős)
- Újszilvás
- Abony